# 사단법인 정신장애와 인권 파도손
사단법인 정신장애와 인권 파도손은 대한민국의 정신장애 인권 단체이다. 

## 단체의 성격
파도손은 ‘마음이 파도칠 때 서로 잡는 손’이라는 뜻을 가지고 있다. 동료상담, 절차보조 서비스 등의 권익옹호 사업과 함께 정신장애인 자조모임과 정신장애인 예술활동을 주축으로 하고 있다. 파도손에는 약 400여 명의 정신장애인이 등록되어 있으며, 대부분 다른 센터를 찾다가 마지막에 오는 중증 정신장애인들로 구성되어 있다. 

## 설립
정신장애 당사자들이 모여 2013년에 사회적 협동조합을 결성하려 했다. 그러나 유관 기관의 협조를 얻는 것도 쉽지 않았고 지도부가 강제입원 혹은 사망하면서 와해 위기에 몰려 결국 협동조합 설립은 무산되었다. 2016년 정신건강복지법이 개정되어 강제입원의 요건이 강화되자 이를 계기로 하여 2017년에 파도손을 설립하게 되었다. 당시 박환갑 사무국장이 사재를 털어 법인의 재산을 마련하였다고 한다.

## 활동
- 정신건강사회복지혁신연대가 주최한 정신의료기관 격리 및 강박의 문제점 토론회에서 이정하 대표가 지정토론으로 참석하여 발언했다[4]. (2024년)
- 정신병원의 격리강박으로 사망사고가 연쇄적으로 일어나자, 이를 규탄하기 위해 정신병원개혁연대 출범에 함께하였다. 여의도 기자회견장에서 이정하 대표가 발언하였다[5]. (2024년)
- 정신장애 당사자단체 펭귄의날갯짓에서 주최한 토론회에서 박환갑 사무국장이 “정신건강 유관 기관들도 정신질환 당사자들과 함께 일하는 과정에서 시행착오를 겪고 있다”라고 발언하였다[6]. (2024년)
- 경애미술관에서 정신장애 예술인 6인의 전시회를 개최하였다. 정신장애인 당사자대회도 공동주최하고 있다.[7] (2022년)
- 국회의사당 앞에서 정신장애인의 권리 보장과 복지체계 확충을 요구하는 기자회견을 다른 장애인 인권 단체와 함께 벌였다[8]. (2021년)
- 2018년부터 단체 건물 내에 정신질환자를 위한 위기 쉼터를 운영하였다[9]. (2019년)